# Impressario
Impressario (från italienska: impresa med betydelsen "företag") är en person som handhar artisters och idrottsmäns affärer, framträdanden, publicitet och marknadsföring. Kallas även manager, promotor, i konstsammanhang curator  eller agent trots att det har en annan innebörd.
Engelskan lånade impresario direkt från italienskan vars substantiv impresa betyder åtagande. Nära släktingar är de engelska orden emprise, adventure och enterprise.

En impressarios unika kompetensuppsättning gör det möjligt för vederbörande att bygga upp nätverk mellan människor på jakt efter talang, intäkter och andra resurser. En impressario är bron mellan idé och produktion som förstår behovet och främjar lösningen. För att vara en framgångsrik impressario är det viktigt att ha en mängd talanger och drag som förenar visioner och handlingar.
Marco Faustini, Sergej Djagilev, Florenz Ziegfeld, Max Reinhardt, Jacques Offenbach, Jerry Weintraub, Brian Epstein, Albert Grossman, Andrew Lloyd Webber och Malcolm McLaren är några exempel på omtalade och framgångsrika impressarier.